# Beymen
Beymen è una catena turca di grandi magazzini di lusso con sede a Istanbul, parte del Gruppo Beymen, a sua volta controllato dal fondo di investimento qatariota Mayhoola.
Fondata nel 1971 dall'imprenditore Osman Boyner, Beymen è stata definita dal quotidiano londinese Evening Standard "la risposta turca a Selfridges", mentre il portale di viaggi statunitense Fodor's l'ha paragonata a Bloomingdale's.
Al 2020, Beymen, e i suoi sotto-marchi Beymen Multibrand Stores, Beymen Club, Beymen Blender, e Beymen Shu, contavano 42 punti vendita in tutta la Turchia. Il suo negozio principale, aperto nel 2013 al Zorlu Center di Beşiktaş, si estende su una superficie di circa 10 000 metri quadrati che ne fanno il più grande negozio d'abbigliamento del Paese.

## Storia
Ali Osman Boyner fondò l'azienda Altınyıldız (oggi Boyner Holding) nel 1952 con l'idea di commercializzare le stoffe turche nel mondo, iniziando l'attività di export nel 1956.
Alla fine degli anni '60, Boyner iniziò a produrre abbigliamento prêt-à-porter anche in patria per colmare il vuoto nel mercato turco di prodotti di qualità e, con la collaborazione dello stilista turco Kerim Kerimol e dell'italiano Silvano Corsini, concepì l'idea di un grande magazzino di lusso. Il primo negozio Beymen, con prodotti a marchio privato, aprì nel 1971 a Şişli, nella parte europea di Istanbul.